# Lise Roel og Hugo Höstrup
Lise Roel (født 1928) og Hugo Höstrup, (1928–2004) var to danske arkitekter født i Randers, Danmark, der havde deres primære virke i 1960-1980 i det vestlige og sydlige Sverige.